# Ana Angelina Komnena Duka
Ana Angelina Komnena Duka (grčki Ἄννα Ἀγγελίνα Κομνηνή Δούκαινα) bila je kraljica  Srbije u srednjem vijeku.
Njezini roditelji su bili vladar Epira Teodor Komnen Duka (grč. Θεόδωρος Κομνηνός Δούκας) i njegova supruga Marija Petraliphaina.
1216. kralj Srbije Stefan Nemanjić (sin Stefana Nemanje) pokušao je oženiti svog sina Stefana Radoslava Teodorom, kćerju Mihaela I. Komnena Duke (on je bio polustric Ane). Međutim, Crkva je bila protiv braka te je Radoslav oženio Anu, koju je veoma volio.
Plemići u Srbiji i Srpska pravoslavna crkva nisu previše voljeli Anu jer je imala jak utjecaj na Radoslava, koji se počeo potpisivati na grčkom kao Stefan Duka – Στέφανος Δούκας.
| Portal:Europa | Portal:Europa |

Ana i njen muž pobjegli su iz Srbije u Dubrovnik te je navodno Ana bila zaljubljena u jednog Francuza – danas se smatra da je to laž redovnika Teodozija.
Radoslav i Ana su se poslije vratili u Srbiju i postali redovnici.